# سؤال في الحب (فلم)
سؤال في الحب فيلم مصري تم إنتاجه عام 1975، من إخراج هنري بركات و بطولة محمود ياسين و سمير صبري و ناهد شريف.

## تمثيل
- محمود ياسين
- سمير صبري
- ناهد شريف
- نيللي
- شهيرة

## روابط خارجية
- مقالات تستعمل روابط فنية بلا صلة مع ويكي بيانات